# غرانت ستيوارت (لاعب دوري الرغبي)
غرانت ستيوارت (بالإنجليزية: Grant Stuart)‏ هو لاعب دوري الرغبي أسترالي، ولد في 2 أغسطس 1975.